# Sandanski (gmina)
Sandanski (bułg. Община Сандански) – gmina w południowo-zachodniej Bułgarii, w obwodzie Błagojewgrad.

## Miejscowości
Miejscowości wchodzące w skład gminy Sandanski:
- Belewechczewo (bułg.: Белевехчево),
- Belowo (bułg.: Бельово),
- Bożdowo (bułg.: Бождово),
- Chotowo (bułg.: Хотово),
- Chrasna (bułg.: Храсна),
- Chyrsowo (bułg.: Хърсово),
- Czeresznica (bułg.: Черешница),
- Damjanica (bułg.: Дамяница),
- Debrene (bułg.: Дебрене),
- Doleni (bułg.: Долени),
- Dżigurowo (bułg.: Джигурово),
- Golem Calim (bułg.: Голем Цалим),
- Goleszowo (bułg.: Голешово),
- Gorna Suszica (bułg.: Горна Сушица),
- Gorno Spanczewo (bułg.: Горно Спанчево),
- Janowo (bułg.: Яново),
- Kalimanci (bułg.: Калиманци),
- Kaszina (bułg.: Кашина),
- Katunci (bułg.: Катунци),
- Kowaczewo (bułg.: Ковачево),
- Krystiłci (bułg.: Кръстилци),
- Kyrłanowo (bułg.: Кърланово),
- Lebnica (bułg.: Лебница),
- Lechowo (bułg.: Лехово),
- Lesznica (bułg.: Лешница),
- Lewunowo (bułg.: Левуново),
- Lilanowo (bułg.: Лиляново),
- Lubowiszte (bułg.: Любовище),
- Lubowka (bułg.: Любовка),
- Ładarewo (bułg.: Ладарево),
- Łaskarewo (bułg.: Ласкарево),
- Łozenica (bułg.: Лозеница),
- Małki Calim (bułg.: Малки Цалим),
- Melnik (bułg.: Мелник),
- Nowo Chodżowo (bułg.: Ново Ходжово),
- Nowo Dełczewo (bułg.: Ново Делчево),
- Petrowo (bułg.: Петрово),
- Piperica (bułg.: Пиперица),
- Pirin (bułg.: Пирин),
- Płoski (bułg.: Плоски),
- Polenica (bułg.: Поленица),
- Rożen (bułg.: Рожен),
- Sandanski (bułg.: Сандански) – siedziba gminy,
- Skławe (bułg.: Склаве),
- Spatowo (bułg.: Спатово),
- Stoża (bułg.: Стожа),
- Struma (bułg.: Струма),
- Sugarewo (bułg.: Сугарево),
- Wichren (bułg.: Вихрен),
- Winogradi (bułg.: Виногради),
- Wranja (bułg.: Враня),
- Wyłkowo (bułg.: Вълково),
- Złatolist (bułg.: Златолист),
- Zornica (bułg.: Зорница),